# Spedale degli innocenti
Spedale degli innocenti (tal. za "Bolnica nevinih"), također u talijanskom poznata i kao L'ospedale degli innocenti, bilo je javno sirotište u Firenci koje je osmislio Filippo Brunelleschi, a za koje je dobio narudžbu 1419. godine. Smatra se istaknutim primjerom talijanske rano-ranorenesansne arhitekture. Bolnicu na čijem ulazu je loggia s 9 kupolastih traveja prema Trgu Santissima Annunziata sagradio je i vodio firentinski ceh svilara (Arte della Seta) Taj ceh bio je jedan od najbogatijih u gradu i kao i većina ostalih preuzeo je na sebe filantropske dužnosti.
Pročelje čini devet polukružnih lukova koji leže na stupovima kompozitnog reda. Polukružni a ne šiljasti prozori u klasičnom antičkom stilu čine zgradu prizemljenijom. Na plohama između lukova nalaze se glazirani medaljoni od terakote s reljefima dojenčadi, koji sugeriraju funkciju zgrade. Naglasak je na horizontalnosti zbog toga što je građevina puno veće širine nego visine. Iznad svakog polukružnog luka nalazi se pravokutni prozor s trokutastim zabatom na vrhu. 
Na fasadi se odražava jasan smisao za proporciju. Visina stupova iste je duljine kao interkolumnacija, a širina arkade jednaka je visini stupa, oblikujući svaki travej poput kocke. Jednostavne proporcije upućuju i na novo doba sekularnog obrazovanja i osjećaja za red i jasnoću. Također, polovica visine stupa jednaka je visini trabeacije. Medaljone (tondi) s motivima djece u povojima, koji se nalaze između lukova arkada, izveo je kasnije renesansni kipar Andrea della Robbia.
Djeca su katkad bila napuštana u udubljenju koje je bilo smješteno na prednjem trijemu, no ono je bilo uklonjeno 1660. godine i zamijenjeno kotačem za tajno pribježište - uspomoć posebnog rotirajućeg horizontalnog kotača dijete su roditelji mogli unijeti u zgradu bez da ih se vidi. Time se djecu moglo anonimno ostavljati na brigu sirotištu. Taj sustav funkcionirao je sve do zatvaranja bolnice godine 1875. Danas je u zgradi smješten mali muzej renesansne umjetnosti.

## Vanjske poveznice
- Florence Art Guide - vodič kroz firentinsku umjetnost
- Paradoxplace: fotografije građevine Spedale degli Innocenti  Arhivirana inačica izvorne stranice od 23. lipnja 2010. (Wayback Machine)